# Madison (Georgia)
Madison is een plaats (city) in de Amerikaanse staat Georgia, en valt bestuurlijk gezien onder Morgan County.

## Demografie
Bij de volkstelling in 2000 werd het aantal inwoners vastgesteld op 3636.
In 2006 is het aantal inwoners door het United States Census Bureau geschat op 3877, een stijging van 241 (6.6%).

## Geografie
Volgens het United States Census Bureau beslaat de plaats een oppervlakte van
23,1 km², waarvan 23,0 km² land en 0,1 km² water. Madison ligt op ongeveer 207 m boven zeeniveau.

## Plaatsen in de nabije omgeving
De onderstaande figuur toont nabijgelegen plaatsen in een straal van 24 km rond Madison.